# Баритизація
Баритизація (рос. баритизация, англ. barytization, нім. Barytisation f) — гідротермальний метасоматичний процес заміщення карбонатів та ін. мінералів баритом.
Процес заміщення карбонатних та інших порід (вапняків, доломітів, туфів та ін.) метасоматичним і жильним баритом під впливом низько- і середньотемпературних гідротермальних розчинів. Баритизація супроводжує утворення свинцево-цинкових, стибієво-ртутних, поліметалічних і колчеданових родовищ, тому барит — хороша пошуковий ознака на ці родовища. Барит і сам утворює іноді промислові поклади.